# Arboras
Arboras település Franciaországban, Hérault megyében. Lakosainak száma 104 fő (2022. január 1.). Arboras Montpeyroux, Saint-Privat és Saint-Saturnin-de-Lucian községekkel határos.

## Népesség
A település népességének változása:
| Lakosok száma | 69   | 62   | 69   | 84   | 111  | 120  | 121  | 111  | 108  | 104  |
|               | 1968 | 1982 | 1990 | 2006 | 2013 | 2015 | 2017 | 2019 | 2020 | 2022 |